# إعيادن (ملاشة)
إعيادن هو دُوَّار يقع بجماعة بني شيكر، إقليم الناظور، جهة الشرق في المملكة المغربية. ينتمي الدوّار لمشيخة ملاشة التي تضم 16 دوار. يقدر عدد سكانه بـ 4 نسمة حسب الإحصاء الرسمي للسكان والسكنى لسنة 2004.

## روابط خارجية
- البوابة الوطنية للجماعات الترابية
- المندوبية السامية للتخطيط